# Centro (geometría)

Disco con circunferencia (C) en negro, diámetro (D) en cyan, Radio (R) en rojo, y centro (O) en magenta.

En matemática, el centro es un punto notable que aparece en figuras geométricas y ciertos conjuntos.

## Geometría
- El centro de un segmento es su punto medio y por tanto equidista a los extremos.

- El centro de una circunferencia es el punto interior que equidistan todos sus puntos.

- El centro de un círculo es el centro de su circunferencia.[1]

- El centro de una elipse es el punto medio de sus dos focos o equivalentemente la intersección de sus dos ejes de simetría.

- El centro de la superficie esférica es el punto interior que equidistan a todos los puntos de su superficie.[1]

- Centros del triángulo: ortocentro, baricentro, incentro, o circuncentro.